# Temporada 1980-81 de la NBA

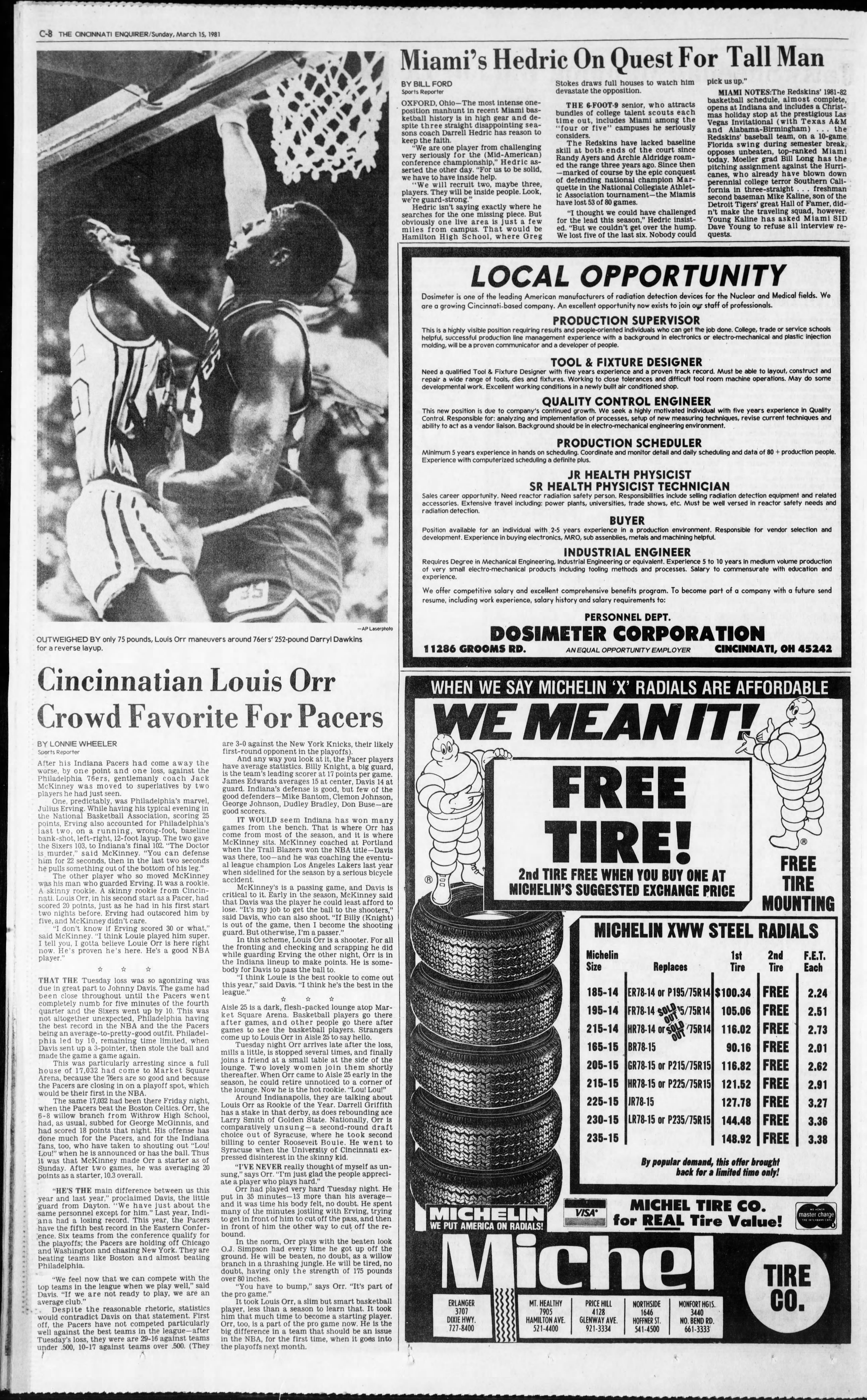
Ilustración en el diario “The Cincinnati Enquirer”

La temporada 1980-81 de la NBA fue la trigésimoquinta en la historia de la liga. La temporada finalizó con Boston Celtics como campeones tras ganar a Houston Rockets por 4-2.

## Aspectos destacados
- Dallas Mavericks se convirtió en la 23ª franquicia. Como resultado, la NBA reordenó a cuatro de sus equipos a fin de reflejar mejor su ubicación geográfica (Milwaukee Bucks y Chicago Bulls pasaron a la Conferencia Este, y San Antonio Spurs y Houston Rockets al Oeste).
- El All-Star Game de la NBA de 1981 se disputó en el Richfield Coliseum, cerca de Cleveland, Ohio, con victoria del Este sobre el Oeste por 123-120. Nate Archibald, de Boston Celtics, ganó el premio al MVP del partido.
- Fue el último año en el que la temporada regular finalizaba en el mes de marzo.
- Houston Rockets (40-42) se convirtió en el segundo equipo en la historia de la NBA en llegar hasta las Finales sin lograr un balance positivo en la temporada regular. Kansas City Kings, su oponente en las Finales de la Conferencia Oeste, también obtuvo un récord de 40-42.

## Clasificaciones
| Equipo             | V  | D  | %V   | P  |
| ------------------ | -- | -- | ---- | -- |
| Boston Celtics C   | 62 | 20 | .756 | -  |
| Philadelphia 76ers | 62 | 20 | .756 | -  |
| New York Knicks    | 50 | 32 | .610 | 12 |
| Washington Bullets | 39 | 43 | .476 | 23 |
| New Jersey Nets    | 24 | 58 | .293 | 38 |

| Equipo              | V  | D  | %V   | P  |
| ------------------- | -- | -- | ---- | -- |
| Milwaukee Bucks     | 60 | 22 | .732 | -  |
| Chicago Bulls       | 45 | 37 | .549 | 15 |
| Indiana Pacers      | 44 | 38 | .537 | 16 |
| Atlanta Hawks       | 31 | 51 | .378 | 29 |
| Cleveland Cavaliers | 28 | 54 | .341 | 32 |
| Detroit Pistons     | 21 | 61 | .256 | 39 |

| Equipo            | V  | D  | %V   | P  |
| ----------------- | -- | -- | ---- | -- |
| San Antonio Spurs | 52 | 30 | .634 | -  |
| Kansas City Kings | 40 | 42 | .488 | 12 |
| Houston Rockets   | 40 | 42 | .488 | 12 |
| Denver Nuggets    | 37 | 45 | .451 | 15 |
| Utah Jazz         | 28 | 54 | .341 | 24 |
| Dallas Mavericks  | 15 | 67 | .183 | 37 |

| Equipo                 | V  | D  | %V   | P  |
| ---------------------- | -- | -- | ---- | -- |
| Phoenix Suns           | 57 | 25 | .695 | -  |
| Los Angeles Lakers     | 54 | 28 | .659 | 3  |
| Portland Trail Blazers | 45 | 37 | .549 | 12 |
| Golden State Warriors  | 39 | 43 | .476 | 18 |
| San Diego Clippers     | 36 | 46 | .439 | 21 |
| Seattle SuperSonics    | 34 | 48 | .415 | 23 |

* V: Victorias
* D: Derrotas
* %V: Porcentaje de victorias
* P: Partidos de diferencia respecto a la primera posición
* C: Campeón

## Playoffs
|  | Primera ronda     | Primera ronda | Primera ronda |   |  | Semifinales de Conferencia | Semifinales de Conferencia | Semifinales de Conferencia |  |  | Finales de Conferencia | Finales de Conferencia | Finales de Conferencia |  |  | Finales NBA | Finales NBA | Finales NBA |
|  |                   |               |               |   |  |                            |                            |                            |  |  |                        |                        |                        |  |  |             |             |             |
|  | E4                | New York      | 0             |   |  | E1                         | Boston*                    | 4                          |  |  |                        |                        |                        |  |  |             |             |             |
|  | E4                | New York      | 0             |   |  | E1                         | Boston*                    | 4                          |  |  |                        |                        |                        |  |  |             |             |             |
|  | E5                | Chicago       | 2             |   |  | E5                         | Chicago                    | 0                          |  |  |                        |                        |                        |  |  |             |             |             |
|  | E5                | Chicago       | 2             |   |  | E5                         | Chicago                    | 0                          |  |  |                        |                        |                        |  |  |             |             |             |
|  |                   |               |               |   |  |                            |                            |                            |  |  | E1                     | Boston*                | 4                      |  |  |             |             |             |
|  | Conferencia Este  |               |               |   |  |                            |                            |                            |  |  | E1                     | Boston*                | 4                      |  |  |             |             |             |
|  |                   | E3            | Philadelphia  | 3 |  |                            |                            |                            |  |  |                        |                        |                        |  |  |             |             |             |
|  |                   |               |               |   |  |                            |                            |                            |  |  |                        |                        |                        |  |  |             |             |             |
|  | E3                | Philadelphia  | 2             |   |  | E3                         | Philadelphia               | 4                          |  |  |                        |                        |                        |  |  |             |             |             |
|  | E3                | Philadelphia  | 2             |   |  | E3                         | Philadelphia               | 4                          |  |  |                        |                        |                        |  |  |             |             |             |
|  | E6                | Indiana       | 0             |   |  | E2                         | Milwaukee*                 | 3                          |  |  |                        |                        |                        |  |  |             |             |             |
|  | E6                | Indiana       | 0             |   |  | E2                         | Milwaukee*                 | 3                          |  |  |                        |                        |                        |  |  |             |             |             |
|  |                   |               |               |   |  |                            |                            |                            |  |  |                        |                        |                        |  |  | E1          | Boston*     | 4           |
|  |                   |               |               |   |  |                            |                            |                            |  |  |                        |                        |                        |  |  | E1          | Boston*     | 4           |
|  |                   | W6            | Houston       | 2 |  |                            |                            |                            |  |  |                        |                        |                        |  |  |             |             |             |
|  |                   |               |               |   |  |                            |                            |                            |  |  |                        |                        |                        |  |  |             |             |             |
|  | W4                | Portland      | 1             |   |  | W1                         | Phoenix*                   | 3                          |  |  |                        |                        |                        |  |  |             |             |             |
|  | W4                | Portland      | 1             |   |  | W1                         | Phoenix*                   | 3                          |  |  |                        |                        |                        |  |  |             |             |             |
|  | W5                | Kansas City   | 2             |   |  | W5                         | Kansas City                | 4                          |  |  |                        |                        |                        |  |  |             |             |             |
|  | W5                | Kansas City   | 2             |   |  | W5                         | Kansas City                | 4                          |  |  |                        |                        |                        |  |  |             |             |             |
|  |                   |               |               |   |  |                            |                            |                            |  |  | W5                     | Kansas City            | 1                      |  |  |             |             |             |
|  | Conferencia Oeste |               |               |   |  |                            |                            |                            |  |  | W5                     | Kansas City            | 1                      |  |  |             |             |             |
|  |                   | W6            | Houston       | 4 |  |                            |                            |                            |  |  |                        |                        |                        |  |  |             |             |             |
|  |                   |               |               |   |  |                            |                            |                            |  |  |                        |                        |                        |  |  |             |             |             |
|  | W3                | Los Angeles   | 1             |   |  | W6                         | Houston                    | 4                          |  |  |                        |                        |                        |  |  |             |             |             |
|  | W3                | Los Angeles   | 1             |   |  | W6                         | Houston                    | 4                          |  |  |                        |                        |                        |  |  |             |             |             |
|  | W6                | Houston       | 2             |   |  | W2                         | San Antonio*               | 3                          |  |  |                        |                        |                        |  |  |             |             |             |
|  | W6                | Houston       | 2             |   |  | W2                         | San Antonio*               | 3                          |  |  |                        |                        |                        |  |  |             |             |             |

## Estadísticas
| Categoría                    | Jugador        | Equipo             | Estadísticas |
| ---------------------------- | -------------- | ------------------ | ------------ |
| Puntos por partido           | Adrian Dantley | Utah Jazz          | 30.7         |
| Rebotes por partido          | Moses Malone   | Houston Rockets    | 14.8         |
| Asistencias por partido      | Kevin Porter   | Washington Bullets | 9.1          |
| Robos por partido            | Magic Johnson  | Los Angeles Lakers | 3.4          |
| Tapones por partido          | George Johnson | San Antonio Spurs  | 3.4          |
| Porcentaje de tiros de campo | Artis Gilmore  | Chicago Bulls      | 67.0         |
| Porcentaje de tiros libres   | Calvin Murphy  | Houston Rockets    | 95.8         |
| Porcentaje de tiros de tres  | Brian Taylor   | San Diego Clippers | 38.3         |

## Premios
- MVP de la Temporada
  -  Julius Erving (Philadelphia 76ers)
- Rookie del Año
  -  Darrell Griffith (Utah Jazz)
- Entrenador del Año
  -  Jack McKinney (Indiana Pacers)

| - Mejor Quinteto de la Temporada - Larry Bird, Boston Celtics - George Gervin, San Antonio Spurs - Julius Erving, Philadelphia 76ers - Dennis Johnson, Phoenix Suns - Kareem Abdul-Jabbar, Los Angeles Lakers | - 2.º Mejor Quinteto de la Temporada - Adrian Dantley, Utah Jazz - Marques Johnson, Milwaukee Bucks - Moses Malone, Houston Rockets - Otis Birdsong, Kansas City Kings - Nate Archibald, Boston Celtics |

| - Mejor Quinteto Defensivo - Bobby Jones, Philadelphia 76ers - Caldwell Jones, Philadelphia 76ers - Kareem Abdul-Jabbar, Los Angeles Lakers - Dennis Johnson, Phoenix Suns - Micheal Ray Richardson, New York Knicks | - 2.º Mejor Quinteto Defensivo - Dan Roundfield, Atlanta Hawks - Kermit Washington, Portland Trail Blazers - George Johnson, San Antonio Spurs - Quinn Buckner, Milwaukee Bucks - Dudley Bradley, Indiana Pacers (empate) - Michael Cooper, Los Angeles Lakers (empate) |

- Mejor Quinteto de Rookies
  - Kelvin Ransey, Portland Trail Blazers
  - Darrell Griffith, Utah Jazz
  - Larry Smith, Golden State Warriors
  - Kevin McHale, Boston Celtics
  - Joe Barry Carroll, Golden State Warriors

| Semana            | Jugador                                        |
| ----------------- | ---------------------------------------------- |
| Oct. 10 – Oct. 19 | Adrian Dantley (Utah Jazz) (1/1)               |
| Oct. 20 – Oct. 26 | Otis Birdsong (Kansas City Kings) (1/1)        |
| Oct. 27 – Nov. 02 | David Thompson (Denver Nuggets) (1/1)          |
| Nov. 03 – Nov. 09 | Elvin Hayes (Washington Bullets) (1/1)         |
| Nov. 10 – Nov. 16 | Billy Knight (Indiana Pacers) (1/1)            |
| Nov. 17 – Nov. 23 | Artis Gilmore (Chicago Bulls) (1/1)            |
| Nov. 24 – Nov. 30 | Robert Parish (Boston Celtics) (1/1)           |
| Dic. 01 – Dic. 07 | Mike Dunleavy (Houston Rockets) (1/1)          |
| Dic. 08 – Dic. 14 | Dan Roundfield (Atlanta Hawks) (1/1)           |
| Dic. 15 – Dic. 21 | Kareem Abdul-Jabbar (Los Angeles Lakers) (1/1) |
| Dic. 22 – Dic. 28 | Dennis Johnson (Phoenix Suns) (1/1)            |
| Dic. 29 – Ene. 04 | Bernard King (Golden State Warriors) (1/1)     |
| Ene. 05 – Ene. 11 | Nate Archibald (Boston Celtics) (1/1)          |
| Ene. 12 – Ene. 18 | Julius Erving (Philadelphia 76ers) (1/1)       |
| Ene. 19 – Ene. 25 | Phil Ford (Kansas City Kings) (1/1)            |
| Ene. 26 – Feb. 01 | Kenny Carr (Cleveland Cavaliers) (1/1)         |
| Feb. 02 – Feb. 08 | Caldwell Jones (Philadelphia 76ers) (1/1)      |
| Feb. 09 – Feb. 15 | Mike Newlin (New Jersey Nets) (1/1)            |
| Feb. 16 – Feb. 22 | Mike Mitchell (Cleveland Cavaliers) (1/1)      |
| Mar. 02 – Mar. 08 | Larry Smith (Golden State Warriors) (1/1)      |
| Mar. 09 – Mar. 15 | Moses Malone (Houston Rockets) (1/1)           |
| Mar. 16 – Mar. 22 | Micheal Ray Richardson (New York Knicks) (1/1) |
| Mar. 23 – Mar. 29 | Robert Reid (Houston Rockets) (1/1)            |

| Mes       | Jugador                                      |
| --------- | -------------------------------------------- |
| Octubre   | Magic Johnson (Los Angeles Lakers) (1/1)     |
| Noviembre | Julius Erving (Philadelphia 76ers) (1/1)     |
| Diciembre | Freeman Williams (San Diego Clippers) (1/1)  |
| Enero     | Bernard King (Golden State Warriors) (1/1)   |
| Febrero   | Calvin Murphy (Houston Rockets) (1/1)        |
| Marzo     | Kelvin Ransey (Portland Trail Blazers) (1/1) |